# Pulmankijärvi
Pulmankijärvi (samiska Buolbmátjávri och norska Polmakvatnet) är en sjö vid finsk-norska gränsen. Den finländska delen ligger i kommunen Utsjoki i landskapet Lappland i Finland. Sjön ligger 14,6 meter över havet. Arean är 12,19 kvadratkilometer och strandlinjen är 24,42 kilometer lång. Sjön  ingår i Tana älvs huvudavrinningsområde.   Den ligger omkring 390 kilometer norr om Rovaniemi och omkring 1100 kilometer norr om Helsingfors. Den ligger ca 10 km söder om Finlands nordligaste punkt i Nuorgam. På finska sidan kan man färdas till Pulmankijärvi längs en 20 km lång väg som går mot sydost från Nuorgam centrum. I Norge ligger sjön i Polmak by, som hör till Tana kommun, Finnmark fylke. Det största djupet är 35 m

## Växter och djur
Sjön med omgivningar på den finska sidan är ett Natura 2000-område på 1 623 hektar. Området är det mest havslika i Lappland, vilket märks på växt- och djurarterna i och kring sjön. Flera ovanliga växt- och djurarter går att finna vid sjön, ss. klådris och flundrearten skrubbskädda. Finbräken är en växtart, som är utrotningshotad på det lokala planet.